# Luca Salsi
Luca Salsi, né le 19 mars 1975 à San Secondo Parmense, est un baryton italien.

## Biographie
Luca Salsi étudie au Conservatoire Arrigo Boito puis à l'Accademia Rossiniana avec le chef Alberto Zedda.
Il débute en 1996 à Bologne dans L’Échelle de Soie de Rossini. En 2000, il reçoit le premier prix du Concours international de musique Gian Battista Viotti.
En 2007, il prend la lumière en interprétant Sharpless dans Madame Butterfly au Metropolitan Opera.

## Prix
L'Association Ettore Bastianini, pour le centenaire de la naissance du baryton siennois et pour l’anniversaire de ses 10 ans, attribue le Prix Bastianini 2022 à Luca Salsi (6 mai 2022)

## Rôles
| Ruolo                                | Titolo                  | Autore      |
| ------------------------------------ | ----------------------- | ----------- |
| Il marchese d'Hèrigny                | Manon Lescaut           | Auber       |
| Sir Riccardo Forth                   | I Puritani              | Bellini     |
| Ernesto                              | Il pirata               | Bellini     |
| Noye                                 | Noye's Fludd            | Britten     |
| Michonnet                            | Adriana Lecouvreur      | Cilea       |
| Belcore                              | L'elisir d'amore        | Donizetti   |
| Lord Enrico Ashton                   | Lucia di Lammermoor     | Donizetti   |
| Carlo Gérard Mathieu Pietro Fléville | Andrea Chénier          | Giordano    |
| Un araldo                            | Alceste                 | Gluck       |
| Valentin                             | Faust                   | Gounod      |
| Silvio                               | Pagliacci               | Leoncavallo |
| Palla de' Mozzi                      | Palla de' Mozzi         | Marinuzzi   |
| Alfio                                | Cavalleria rusticana    | Mascagni    |
| Coudal                               | Sapho                   | Massenet    |
| Giorgio                              | Werther                 | Mayr        |
| Figaro                               | Le nozze di Figaro      | Mozart      |
| Leporello                            | Don Giovanni            | Mozart      |
| Guglielmo                            | Così fan tutte          | Mozart      |
| Briano di Bois-Guilbert              | Il templario            | Nicolai     |
| Frank                                | Edgar                   | Puccini     |
| Lescaut                              | Manon Lescaut           | Puccini     |
| Marcello Schaunard                   | La bohème               | Puccini     |
| Il Barone Scarpia                    | Tosca                   | Puccini     |
| Sharpless                            | Madama Butterfly        | Puccini     |
| Gianni Schicchi                      | Gianni Schicchi         | Puccini     |
| Blansac                              | La scala di seta        | Rossini     |
| Figaro                               | Il barbiere di Siviglia | Rossini     |
| Don Alvaro                           | Il viaggio a Reims      | Rossini     |
| Raimbaud                             | Le Comte Ory            | Rossini     |
| Nabucco                              | Nabucco                 | Verdi       |
| Don Carlo                            | Ernani                  | Verdi       |
| Francesco Foscari                    | I due Foscari           | Verdi       |
| Ezio                                 | Attila                  | Verdi       |
| Macbeth                              | Macbeth                 | Verdi       |
| Seid                                 | Il corsaro              | Verdi       |
| Rolando                              | La battaglia di Legnano | Verdi       |
| Miller                               | Luisa Miller            | Verdi       |
| Rigoletto                            | Rigoletto               | Verdi       |
| Conte di Luna                        | Il trovatore            | Verdi       |
| Giorgio Germont                      | La traviata             | Verdi       |
| Renato                               | Un ballo in maschera    | Verdi       |
| Don Carlo di Vargas                  | La forza del destino    | Verdi       |
| Rodrigo di Posa                      | Don Carlo               | Verdi       |
| Amonasro                             | Aida                    | Verdi       |
| Jago                                 | Otello                  | Verdi       |
| Falstaff Ford                        | Falstaff                | Verdi       |
| Simon Boccanegra                     | Simon Boccanegra        | Verdi       |
| Ludwig VI                            | Euryanthe               | Weber       |
| Omar                                 | Maometto                | Winter      |